# Plamen Nikolov (homme politique)
Pour les articles homonymes, voir Plamen Nikolov.
Plamen Nikolov, (en bulgare : Пламен Николов), né le 29 juillet 1977, est un homme d'affaires et homme politique bulgare.

## Biographie
Il est désigné Premier ministre en août 2021, à la suite des élections législatives de juillet 2021, qui a vu la victoire du parti Il y a un tel peuple et son élection comme député. Faute de soutien parlementaire, le parti retire le 10 août la composition du gouvernement désigné, signant l'échec de la première tentative d'investiture.